# Lijst van rijksmonumenten in Frederiksoord
De plaats Frederiksoord telt 20 inschrijvingen in het rijksmonumentenregister, hieronder een overzicht. 
| Object                                                                                          | Oorspronkelijke functie?  | Bouwjaar                                                                     | Architect        | Locatie                                  | Coördinaten?                  | Nr.?   | Afbeelding |
| ----------------------------------------------------------------------------------------------- | ------------------------- | ---------------------------------------------------------------------------- | ---------------- | ---------------------------------------- | ----------------------------- | ------ | --- |
| Koloniewoning van de Vereniging Hendrick de Keyser (Regelshoek)                                 | Boerderij                 | tussen 1818 en 1824                                                          |                  | M.E. van de Meulenweg 5                  | 52° 50' 23" NB, 6° 11' 37" OL | 37478  | Meer afbeeldingen |
| Koloniewoning van de Maatschappij van Weldadigheid                                              | Woonhuis                  | tussen 1818 en 1824                                                          |                  | Maj. van Swietenlaan 5                   | 52° 50' 40" NB, 6° 11' 14" OL | 37479  | Meer afbeeldingen |
| Koloniewoning van de Maatschappij van Weldadigheid                                              | Woonhuis                  | ca. 1910                                                                     |                  | Maj. van Swietenlaan 7                   | 52° 50' 39" NB, 6° 11' 13" OL | 37480  | Meer afbeeldingen |
| Koloniewoning van de Maatschappij van Weldadigheid                                              | Woonhuis                  | tussen 1818 en 1824                                                          |                  | Maj. van Swietenlaan 9                   | 52° 50' 39" NB, 6° 11' 12" OL | 37481  | Meer afbeeldingen |
| Voorm. G.A. van Swieten Tuinbouwschool (Klokkenmuseum)                                          | Onderwijs en wetenschap   | 1884-'85 1888 (uitbr.) 1902 (uitbr.) vroege 20e eeuw (serre) 1937 (uitbr.)   | G.J. Boswinkel   | Maj. van Swietenlaan 17                  | 52° 50' 34" NB, 6° 11' 5" OL  | 37482  | Meer afbeeldingen |
| Hotel Frederiksoord                                                                             | Horeca                    | 1766-'69 (kern) ca. 1850 (uitbr.) voor 1870 (verb.) 1956 (verb.)             |                  | Maj. van Swietenlaan 20                  | 52° 50' 36" NB, 6° 11' 3" OL  | 37483  | Meer afbeeldingen |
| Westerbeek                                                                                      | Sociale zorg, liefdadigh. | 17e eeuw (kern voorste deel) ca. 1780 (uitbr.) 1935 (schilddak) 1974 (rest.) |                  | Maj. van Swietenlaan 28                  | 52° 50' 37" NB, 6° 10' 43" OL | 37484  | Meer afbeeldingen |
| Koloniewoning van de Maatschappij van Weldadigheid                                              | Woonhuis                  | tussen 1818 en 1824                                                          |                  | Kon. Wilhelminalaan 57                   | 52° 51' 23" NB, 6° 10' 9" OL  | 37485  | Koloniewoning van de Maatschappij van Weldadigheid                                                                   |
| Koloniewoning van de Maatschappij van Weldadigheid                                              | Woonhuis                  | tussen 1818 en 1824                                                          |                  | Kon. Wilhelminalaan 59                   | 52° 51' 20" NB, 6° 10' 13" OL | 37486  | Koloniewoning van de Maatschappij van Weldadigheid                                                                   |
| Koloniewoning van de Maatschappij van Weldadigheid                                              | Woonhuis                  | tussen 1818 en 1824                                                          |                  | Kon. Wilhelminalaan 67                   | 52° 51' 8" NB, 6° 10' 39" OL  | 37487  | Koloniewoning van de Maatschappij van Weldadigheid                                                                   |
| Koloniewoning van de Maatschappij van Weldadigheid                                              | Woonhuis                  | tussen 1818 en 1824                                                          |                  | Kon. Wilhelminalaan 77                   | 52° 50' 59" NB, 6° 10' 57" OL | 37488  | Koloniewoning van de Maatschappij van Weldadigheid                                                                   |
| Koloniewoning van de Maatschappij van Weldadigheid                                              | Woonhuis                  | tussen 1818 en 1824                                                          |                  | Kon. Wilhelminalaan 85                   | 52° 50' 50" NB, 6° 11' 15" OL | 37489  | Koloniewoning van de Maatschappij van Weldadigheid                                                                   |
| Voorm. werkplaats van de Maatschappij van Weldadigheid (deel van Museum De Koloniehof)          | Nijverheid                | mog. eind 19e eeuw                                                           |                  | Kon. Wilhelminalaan 87                   | 52° 50' 48" NB, 6° 11' 19" OL | 37490  | Meer afbeeldingen |
| Voorm. G.A. van Swieten Bosbouwschool (1903-1974: kantoor van de Maatschappij van Weldadigheid) | Onderwijs en wetenschap   | 1887                                                                         |                  | Kon. Wilhelminalaan 91                   | 52° 50' 47" NB, 6° 11' 22" OL | 37491  | Swieten Bosbouwschool Voorm. G.A. van Swieten Bosbouwschool(1903-1974: kantoor van de Maatschappij van Weldadigheid) |
| Koloniewoning van de Maatschappij van Weldadigheid                                              | Woonhuis                  | tussen 1818 en 1824                                                          |                  | Kon. Wilhelminalaan 56                   | 52° 51' 19" NB, 6° 10' 11" OL | 37492  | Koloniewoning van de Maatschappij van Weldadigheid                                                                   |
| Koloniewoning van de Maatschappij van Weldadigheid                                              | Woonhuis                  | tussen 1818 en 1824                                                          |                  | Kon. Wilhelminalaan 88                   | 52° 50' 46" NB, 6° 11' 20" OL | 37493  | Meer afbeeldingen |
| Postkantoor                                                                                     | Overheidsgebouw           | 1901                                                                         | C.H. Peters      | Maj. van Swietenlaan 14-16               | 52° 50' 38" NB, 6° 11' 6" OL  | 421912 | Meer afbeeldingen |
| Dokterswoning                                                                                   | Dienstwoning              | 1910                                                                         | R. van der Woerd | Maj. van Swietenlaan 2                   | 52° 50' 43" NB, 6° 11' 15" OL | 507336 | Meer afbeeldingen |
| Kiemhuis                                                                                        | Boerderij                 | 1941-'42                                                                     |                  | t.o. M.A.V. van Naamen van Eemneslaan 70 | 52° 51' 5" NB, 6° 10' 25" OL  | 507337 | Kiemhuis |
| Hoeve Koning Willem III, schuur                                                                 | Boerderij                 | 1865 1998 (uitbr.)                                                           |                  | Kon. Wilhelminalaan 66                   | 52° 51' 9" NB, 6° 10' 30" OL  | 527109 | Hoeve Koning Willem III, schuur                                                                                      |